# Изюмская городская община
Изюмская городская объединённая территориальная община — объединённая территориальная община на Украине, на территориях Изюмского горсовета и Изюмского района Харьковской области. Административный центр — город Изюм.
Образована 7 июня 2019 года путём присоединения Каменского сельского совета Изюмского района к Изюмскому городскому совету областного значения.
В соответствии с Законом Украины «О внесении изменений в Закон Украины „О добровольном объединении территориальных общин“ относительно добровольного присоединения территориальных общин сёл, посёлков к территориальным общинам городов республиканского Автономной Республики Крым, областного значения», общины, образованные в результате присоединения смежных общин к городам областного значения, признаваемые состоятельными и не требующие проведения выборов.

## История
12 июня 2020 к Изюмской городской общине были присоединены также Левковскую и часть Бригадировской (в составе с. Бригадировка, Бабенково и Фёдоровка) сельских советов Изюмского района Харьковской области.

## Населенные пункты
В состав общины входят город Изюм и 15 сел: Бригадировка, Бабенково, Глинское, Забавное, Ивановка, Искра, Каменка, Крамаровка, Левковка, Пимоновка, Руднево, Синичено, Сухая Каменка, Тихоцкое и Фёдоровка.